# Шејхан
Шејхан или Котан (рус. Котян, мађ. Kötöny, арап. Kutan‎) је био кумански кан, који се средином 13. века у савезу са Кијевском Русијом борио против продора Монгола. Након пораза код реке Калке и пораза из 1238. године, Шејхан је предводио пресељење "40.000 колиба" (породица) на просторе Краљевине Угарске. Тамо је прихватио римокатолицизам и постао савезник краља Беле. Убило га је угарско племство.

## Име
Шејхан је био познат као Kötöny у Мађарској и Котјан у Русији. Његово име среће се и као Кутан (на арапском), Кутен, Котени и Куетан. У руским аналима, помиње се као Котян Сутоевич (Котјан Сутоевич). У повељи Беле IV налазимо помен куманског војсковође Зејхана или Шејхана, што се вероватно односило на Котана.

## Биографија
Арапски извори називају Шејханов народ Кипчацима. Котан се помиње као припадник племена Дурут народа Кипчак. Према Прицаку, Дурут је било тертерово племе Кумана. Према Тимотеју Меју, Котен је био један од канова Кипчака. Иштван Васари идентификовао га је као Кумана. У сваком случају, ова два народа била су у саставу куманско-кипчаске конфедерације, познате као "Куманија" на латинском, Desht-i Qipchaq у исламским изворима и Половци у источнословенским језицима.
Шејхан је склопио савез са Кијевском Русијом против Монгола (Татара), након пораза 1222. године. Куманско-кипчаска конфередација под Шејханом и руска војска од око 80.000 људи под командом Шејхановог зета Мстислава Храброг, супротставила се монголском продору на реци Калка (у близини данашњег Маријупоља). Монголском војском командовали су Јебе и Субудај. Руско-куманска војска је у бици код Калке поражена, те се 31. маја 1223. године морала повући. Исте године Шејхан је свргнут са власти, али је остао вођа племена Тертероба.
На рано пролеће 1237. године Монголи су напали Куманско-кипчаска племена. Нека од њих одмах су се предала. Ова племена касније су формирала етничку и географску основу "Кипчаковог каната", дела Монголске империје. Познат и као "Златна хорда", Кипчаков канат је припадао једном од огранака Јочијеве куће (најстаријег сина Џингис кана). Кипчаков вођа Бачман заробљен је од стране Монгола 1236. или 1237. године на реци Волги, а потом је и погубљен. Према персијском историчару Рашид ад-Дин Хамаданију, Берке-кан је 1238. године повео трећу кампању која је нанела коначан пораз Куманима и Кипчацима. Украјински извори тврде да је Бату-кан победио Шејхана на Астраканским степама. Након тога је Шејхан повео пресељење 40.000 породица ("колиба"), односно око 70 до 80.000 људи у Угарску.
Шејхан је у Угарској ушао у савез са Белом IV, који је Куманима дао азил. Шејхан се преобартио у римокатоличанство. Крштен је 1239. године као Јона. Његова ћерка Елизабета удала се за угарског принца, сина краља Беле, будућег Стефана V. Међутим, угарски племићи нису веровали Куманима (сматрајући их монголским шпијунима) и непосредно пре катастрофалне монголске инвазије на Угарску, на Шејхана је у Пешти извршен атентат. Кумани су потом напустили Угарску, пљачкајући успут. Емигрирали су у Друго бугарско царство. Браничевски господари Дрман и Куделин, против којих су се 1292. године борили српски краљеви Милутин и Драгутин, потичу управо од ових Кумана. На просторима ослабљене Бугарске, они су формирали независне области. Неки од њих касније су се вратили у Мађарску.
Огорчене куманско-кипчаске масе почеле су са пљачком сеоских крајева, крећући се према југу. Прешли су Дунав и доспели до Срема (Мачванске бановине). Након што су опљачкале многе територије, масе су напустиле Угарску и ушле у Бугарску. Постоји хипотеза да је династија Тертер, која је у другој половини 13. века преузела власт у Бугарској, потекла управо из Шејхановог народа.

### Породица
Шејхан је имао троје деце: 
- Марија, која се удала за Мстислава Храброг, вође устанка против Мађара. Постао је вођа Галиције-Волиније (1220).
- Ћерка непознатог имена, која се удала за Наржота III де Тусија (до 1241). Након његове смрти се замонашила.
- Елизабета Куманка, која се удала за Стефана V, угарског краља (1270-1272). Имали су шесторо деце: Јелисавета (супруга Завиша од Фалкенштајна и српског краља Милутина), Каталина (супруга српског и сремског краља Драгутина), Марија (супруга Карла II Напуљског), Ана (прва супруга византијског цара Андроника II Палеолога), угарски краљ Ладислав IV и славонски бан Андрија.

## Породично стабло
|        |        |        |        |        |        |  |  | Котан |      |      |      |      |      |  |  |                                       |                                       |                                       |                                       |                                       |                                       |  |  |                                             |                                             |                                             |                                             |                                             |                                             |  |  |                          |                          |                          |                          |                          |                          |
|        |        |        |        |        |        |  |  |       |      |      |      |      |      |  |  |                                       |                                       |                                       |                                       |                                       |                                       |  |  |                                             |                                             |                                             |                                             |                                             |                                             |  |  |                          |                          |                          |                          |                          |                          |
|        |        |        |        |        |        |  |  |       |      |      |      |      |      |  |  |                                       |                                       |                                       |                                       |                                       |                                       |  |  |                                             |                                             |                                             |                                             |                                             |                                             |  |  |                          |                          |                          |                          |                          |                          |
| Даниел | Даниел | Даниел | Даниел | Даниел | Даниел |  |  | Ђерђ  | Ђерђ | Ђерђ | Ђерђ | Ђерђ | Ђерђ |  |  | Елизабета Куманска + Стефан V Угарски | Елизабета Куманска + Стефан V Угарски | Елизабета Куманска + Стефан V Угарски | Елизабета Куманска + Стефан V Угарски | Елизабета Куманска + Стефан V Угарски | Елизабета Куманска + Стефан V Угарски |  |  | Ћерка непознатог имена + Наржот III де Туси | Ћерка непознатог имена + Наржот III де Туси | Ћерка непознатог имена + Наржот III де Туси | Ћерка непознатог имена + Наржот III де Туси | Ћерка непознатог имена + Наржот III де Туси | Ћерка непознатог имена + Наржот III де Туси |  |  | Марија + Мстислав Храбри | Марија + Мстислав Храбри | Марија + Мстислав Храбри | Марија + Мстислав Храбри | Марија + Мстислав Храбри | Марија + Мстислав Храбри |
| Даниел | Даниел | Даниел | Даниел | Даниел | Даниел |  |  | Ђерђ  | Ђерђ | Ђерђ | Ђерђ | Ђерђ | Ђерђ |  |  | Елизабета Куманска + Стефан V Угарски | Елизабета Куманска + Стефан V Угарски | Елизабета Куманска + Стефан V Угарски | Елизабета Куманска + Стефан V Угарски | Елизабета Куманска + Стефан V Угарски | Елизабета Куманска + Стефан V Угарски |  |  | Ћерка непознатог имена + Наржот III де Туси | Ћерка непознатог имена + Наржот III де Туси | Ћерка непознатог имена + Наржот III де Туси | Ћерка непознатог имена + Наржот III де Туси | Ћерка непознатог имена + Наржот III де Туси | Ћерка непознатог имена + Наржот III де Туси |  |  | Марија + Мстислав Храбри | Марија + Мстислав Храбри | Марија + Мстислав Храбри | Марија + Мстислав Храбри | Марија + Мстислав Храбри | Марија + Мстислав Храбри |

## Белешке
1. ↑  познат и као: Кутен/Котен/Котони/Котјан
2. ↑  познат и као: Субилај
3. ↑  познат и као: Канја